# Szatanduhepa
Szatanduhepa (𒊩𒊭𒋫𒀭𒁺𒃶𒉺) hettita királyné II. (III.) Tudhalijasz első felesége. Egy erősen töredékes szöveg, a KBo 53.10 II.24–25’’ őrizte meg nevét, amelyben I. Arnuvandasz és Aszmu-Nikal rokonságát sorolták fel, itt Tudhalijasz feleségeként szerepel. E szövegnek van egy még publikálatlan duplikátuma is. Tudhalijasz saját dokumentumai azonban Taduhepát említik, így valószínűleg az első felesége, akitől gyermeke sem született. Itt Tudhalijasz még csak a DUMU.LUGAL címet viseli, Szatanduhepa neve után pedig semmilyen cím nincs. Ugyane szöveg luvi írású változata viszont Tudhalijaszt MONSTu MAGNUS.REX (), Szatanduhepát pedig ša3-ta3-tu-ḫa-pa MAGNUS.DOMINA () formában említi. Ebből az következik, hogy e másolatok készítésekor Tudhalijasz már uralkodó, Szatanduhepa pedig tavannanna (Nagy Királyné) lett. A hurri nyelvű KBo 23.22-ben is olvasható ...-]ša-ta-an-du-ḫe2-pa[-..., aki azonban mTašmišarri felesége. Ebből Horst Klengel arra következtetett, hogy Taszmiszarri volt Tudhalijasz hurri neve. A CTH#375, Arnuvandasz és Aszmu-Nikal imája is feltehetőleg említette, de a szöveg erősen töredékes. fš]a-[ta-an-du-]ḫe2-pa. Van olyan nézet is, miszerint Szatanduhepa azonos a második feleségnek tekintett Taduhepával.

## Lásd még
- hettita királyok családfája
- hettita királynék listája